# Polisen i Luxemburg
Polisen i Luxemburg (Police grand-ducale) bildades 2000 genom en sammanslagning av den tidigare polisen och gendarmeriet.

## Organisation
- Generaldirektion

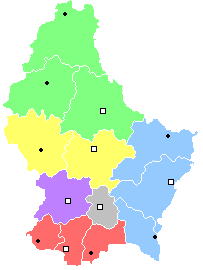
Luxemburgs sex polisdistrikt.
Fyrkanterna betecknar huvudstationer för utryckningspolisen. Prickarna betecknar underordnade stationer för utryckningspolisen. Det finns dessutom närpolisstationer.

- 6 centrala avdelningar (Services centraux)
  - Service de Police Judiciaire (SPJ) Kriminalpolis
  - Unité Centrale de Police de la Route (UCPR) Trafikpolis
  - Unité Centrale de Police à l’Aéroport (UCPA) Flygplatspolis
  - Unité de Garde et de Réserve Mobile (UGRM) Piketpolis
  - École de Police (EP) Polisskolan
  - Unité Spéciale de la Police (USP) Insatsstyrka

- 6 polisdistrikt (Circonscriptions régionales) CR
  - CR Capellen
  - CR Diekirch
  - CR Esch/Alzette
  - CR Grevenmacher
  - CR Luxembourg
  - CR Mersch

## Personal
Polispersonalen tillhör tre olika karriärvägar: polischefer, polisinspektörer och polisassistenter.

### Polischefer
Det finns 90 tjänstemän tillhörande polischefskarriären. För anställning som aspirant krävs akademisk examen på avancerad nivå. Utbildningen är 18 månader vid en utländsk polishögskola, följd av 6 månaders verksamhetsförlagd utbildning i Luxemburg.

### Kommissarier och inspektörer

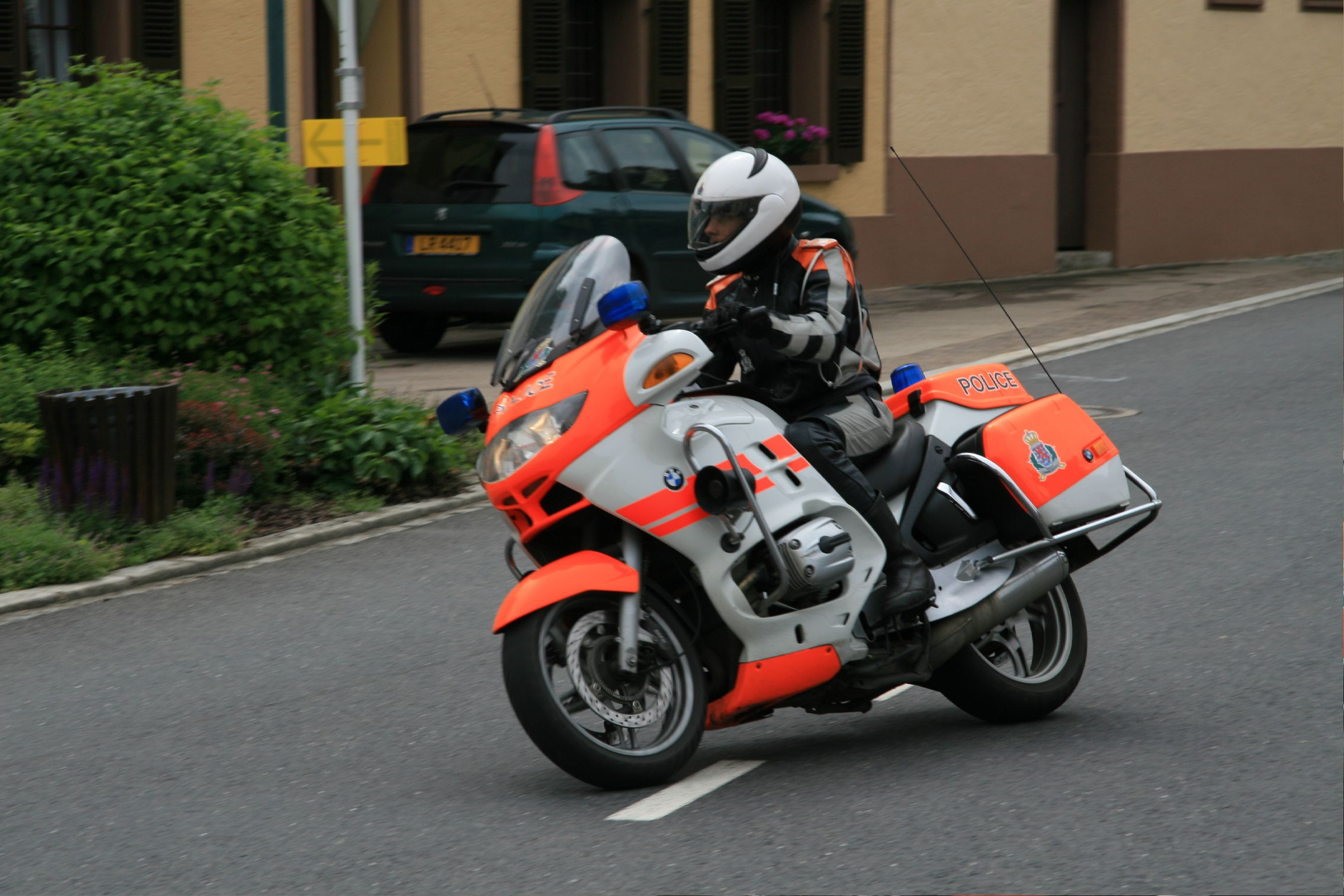
Trafikpolisen i Luxemburg är utrustad med motorcyklar.

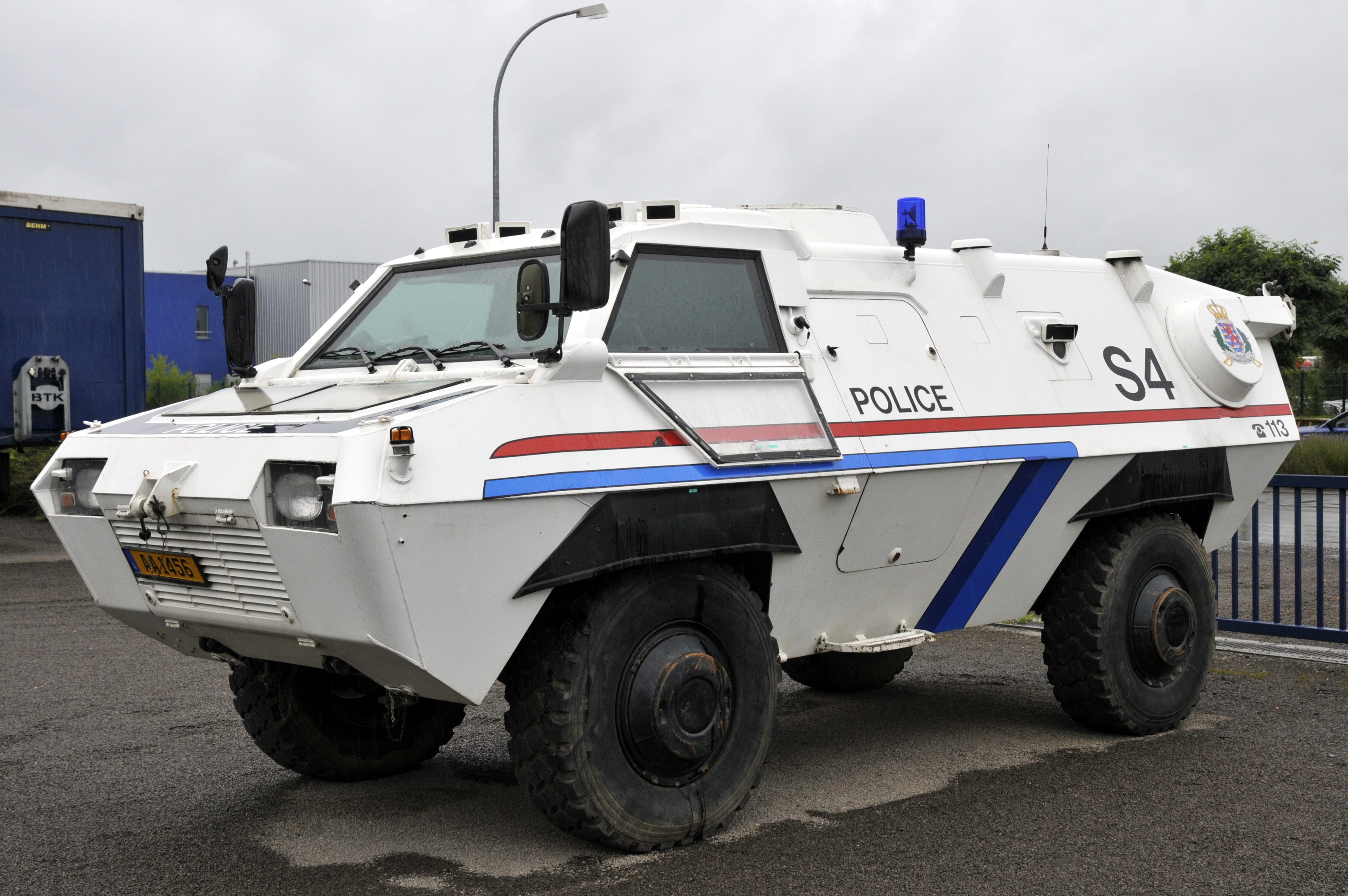
Polisen i Luxemburg har även pansarfordon.

Det finns 1 480 tjänstemän tillhörande kommissarie och inspektörskarriären. För anställning som aspirant krävs motsvarande yrkesprogram på gymnasiet. Utbildningen är 24 månader. Efter det följer 12 månader av verksamhetsförlagd utbildning. Sedan kan specialutbildning äga rum inom någon av följande tjänstegrenar:
- Utredare
- Kriminaltekniker
- Trafik
- Miljö, handel, arbetsrätt, hälsoskydd
- Piketpolisen, inklusive helikopterpilot och hundförare
- Insatsstyrkan
- Polisinstruktör
- Polisadministratör

Källa:

### Polisassistenter
Det finns 295 tjänstemän tillhörande polisassistentkarriären. För anställning som aspirant krävs 36 månaders anställning i Luxemburgs försvarsmakt. Utbildningen är 12 månader vid polisskolan.

### Civilanställda

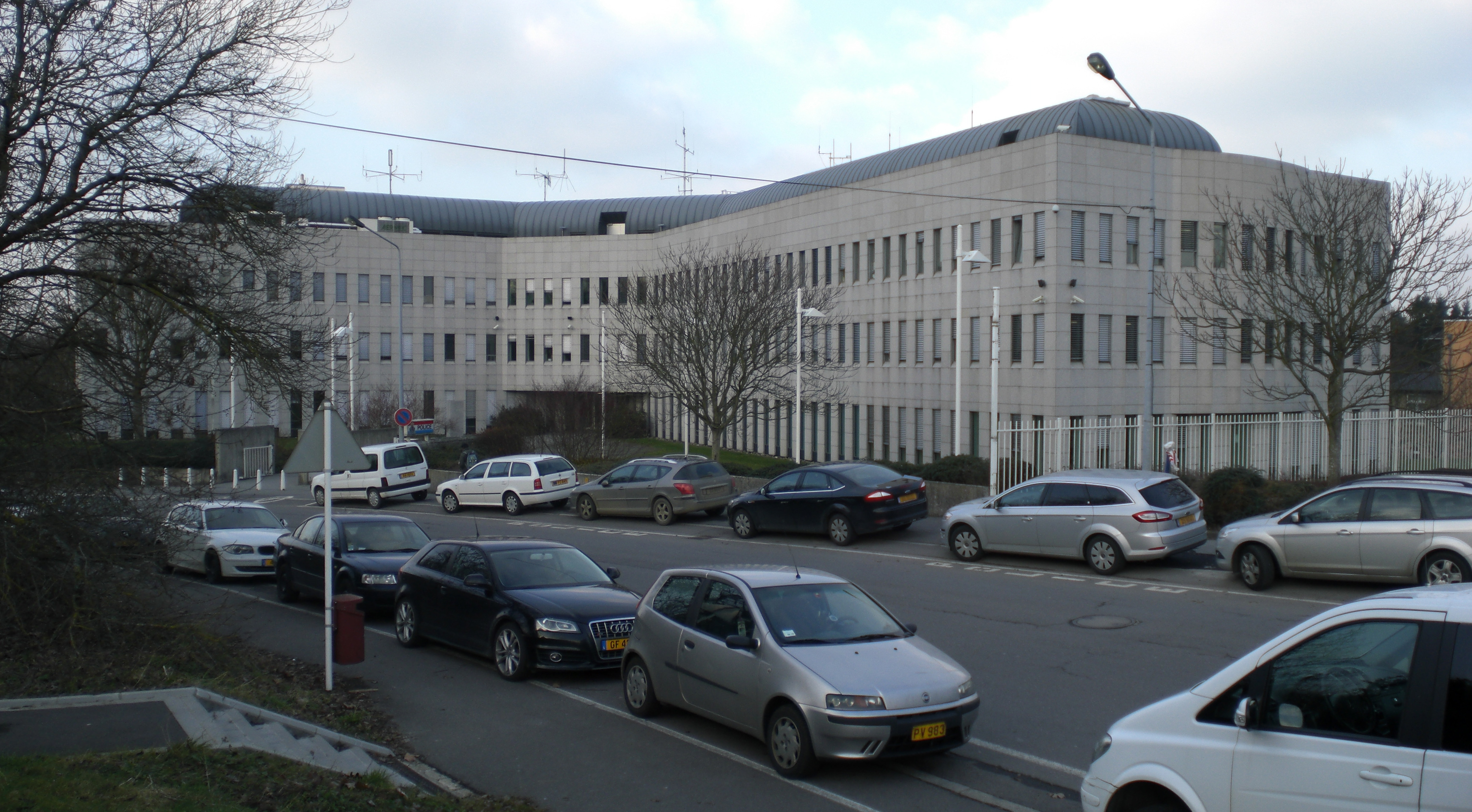
Generaldirektionens byggnad.

Civilanställda tjänstemän finns inom följande yrkesområden: 
- Administrativa handläggare
- Ingenjörer
- Psykologer
- Lärare
- Redaktörer
- Tekniker
- Bibliotekarier
- Datatekniker
- Administrativa, tekniska och IT-assistenter
- Hantverkare

Källa: